# PINK (バンド)
PINK（ピンク）は日本のロックバンド。1983年結成、1989年凍結。

## 来歴
ビブラトーンズに在籍した福岡ユタカ、矢壁アツノブ、ホッピー神山を中心として前身バンドおPINK兄弟が結成される。
当初メンバーは流動的だったが、やがて三人に加え、東京ブラボーの岡野ハジメ、爆風銃のスティーブ衛藤、ショコラータの渋谷ヒデヒロというメンバーが固まり、1983年にPINKとしてデビューした。その音楽性は「無国籍サウンド」と形容された。
1986年には、『アドリブ』誌で「'85年ベスト・レコード日本のポップ･ソング部門」第1位（同率首位3組）となった。同年にはイギリスのRIMEレコードからEPをリリースしている。
3rdアルバム『PSYCHO-DELICIOUS』までは福岡がほとんどの作曲を担当していたが、4thアルバム『CYBER』からは岡野やホッピーも作曲を行うようになり、スティーブの脱退を経て、5th『RED & BLUE』ではほとんど各自のソロのような状態になり、その後まもなく活動を「凍結」した。

## メンバー

### 凍結時点でのメンバー
| 人名         | パート（ライブ） | パート（レコーディング）                                | 備考       |
| ------------ | ---------------- | ------------------------------------------------------- | ---------- |
| 福岡ユタカ   | ボーカル ギター  | ボーカル キーボード 作詞 作曲                           |            |
| 岡野ハジメ   | ベース           | ベース キーボード ボーカル（4thアルバム以降） 作詞 作曲 |            |
| 矢壁アツノブ | ドラム           | ドラム 作曲                                             |            |
| ホッピー神山 | キーボード       | キーボード ボーカル（4thアルバム以降） 作詞 作曲        |            |
| 逆井オサム   | ギター           | ギター 作曲                                             | 1987年加入 |

### 脱退したメンバー
| 人名           | パート（ライブ） | パート（レコーディング） | 備考       |
| -------------- | ---------------- | ------------------------ | ---------- |
| 渋谷ヒデヒロ   | ギター           | ギター 作詞              | 1986年脱退 |
| スティーブ衛藤 | パーカッション   | パーカッション コーラス  | 1988年脱退 |

### サポートメンバー
- 吉田美奈子 - ライブサポート
- 大谷レイブン - 渋谷ヒデヒロ不在時のライブサポート
- 沖山優司 - おピンク兄弟でセッション参加
- 鈴木賢司 - おピンク兄弟でセッション参加

### レコーディングに参加したミュージシャン
- 布袋寅泰 - BOØWY・COMPLEX・AUTO-MOD・ソロミュージシャン
- BANANA（川島バナナ・川島裕二）
- 吉田美奈子 - ソロミュージシャン
- 窪田晴男 - 近田春夫&ビブラトーンズ・パール兄弟
- 斉藤ネコ - Sunset Kids・キリング・タイム・斉藤ネコカルテット
- 横山英規（キース） - 近田春夫&ビブラトーンズ・ショコラータ・人種熱
- 板倉文 - キリング・タイム・チャクラ
- 吉田仁 - サロンミュージック
- WORLD STANDARD - 鈴木惣一朗、三上昌晴、藤原真人、大内美貴子、山本かずお(ムーグ山本)<ノン・スタンダード>
- 屋敷豪太 (mix) - MUTE BEAT・Soul II Soul
- STEVE NYE (mix) - ブライアン・フェリー・XTC ・Japan・TM NETWORK

## エピソード
- 福岡ユタカは「エンちゃん」、矢壁アツノブは「カメちゃん」と呼ばれていた[2][注釈 2]。
- 矢壁アツノブは学生時代王様と「ハートブレイカーズ」というバンドを結成していた。
- サザンオールスターズのアルバム『人気者で行こう』に収録された「開きっ放しのマシュルーム」はPINKを聴いて感動した桑田佳祐が彼らにリスペクトした曲。
- ショコラータ（岡野ハジメ、渋谷ヒデヒロが在籍）はPINKの兄弟バンドと福岡ユタカ談。
- 過去Apple Computer（現Apple）のホームページ上でTHE BOOMの宮沢和史が「PINKのファンでコピーしていた」と語っていた。
- ホッピー神山の「ホッピー」の由来はノンアルコール飲料の「ホッピー」。
- 大沢誉志幸のシンガー活動最後のライブでPINKのメンバーが集結。
- 「NAKED CHILD」のベースは左手にタオル巻いて演奏。
- TRAカセットマガジンに「Young Genius」の原型 (歌詞が違う。時間が短い。4ch録音) が収録されている。
- 「TRAVELLER」で夜のヒットスタジオDXに出演した際、「キョンキョンのファンです」と発言。
- 太田裕美が1985年に発表したライブアルバム「HIROMIC WORLD - FIRST LIVE ALBUM」でバックバンドを務めている。収録は1984年12月24日、東京郵便貯金ホール。
- 映画「AKIRA」の楽曲に「光の子」の使用が検討されていた。

## ディスコグラフィ

### 日本
| #                | 発売日         | タイトル              | B面                                 | 規格         | 規格品番     |
| EPIC・ソニー     | EPIC・ソニー   | EPIC・ソニー          | EPIC・ソニー                        | EPIC・ソニー | EPIC・ソニー |
| ---------------- | -------------- | --------------------- | ----------------------------------- | ------------ | ------------ |
| 1st              | 1984年6月21日  | 砂の雫                | HINEMOSU                            | EP           | 07・5H-206   |
| 2nd              | 1984年10月21日 | PRIVATE STORY         | Shadow dance(砂の雫/英語バージョン) | EP           | 07・5H-221   |
| アルファ・ムーン |                |                       |                                     |              |              |
| 3rd              | 1985年7月25日  | YOUNG GENIUS-GIMMIX   | SOUL FLIGHT                         | 12inch       | MOON-13005   |
| 4th              | 1986年2月10日  | DON'T STOP PASSENGERS | RAMON NIGHT                         | EP           | MOON-724     |
| 5th              | 1986年5月25日  | 光の子-REMIX          | RUCCIA (REMIX)                      | 12inch       | MOON-13006   |
| 6th              | 1986年11月28日 | KEEP YOUR VIEW        | ELECTRIC MESSAGE                    | EP           | MOON-734     |
| 7th              | 1987年3月25日  | TRAVELLER             | SHADOW PARADISE                     | 12inch       | MOON-13007   |
| 8th              | 1987年11月28日 | CHRISTMAS ILLUSION    | MACHINE GUN HEART                   | EP           | MOON-754     |

### イギリス
- SOUL FLIGHT（英語版）（1986年11月3日）RIMEレコードよりリリース

### アルバム

#### オリジナルアルバム
|                  | 発売日           | タイトル         | 規格             | 規格品番         |
| アルファ・ムーン | アルファ・ムーン | アルファ・ムーン | アルファ・ムーン | アルファ・ムーン |
| ---------------- | ---------------- | ---------------- | ---------------- | ---------------- |
| 1st              | 1985年5月25日    | PINK             | LP               | MOON-28027       |
| 1st              | 1985年5月25日    | PINK             | CD               | 32XM-5           |
| 2nd              | 1986年2月25日    | 光の子           | LP               | MOON-28031       |
| 2nd              | 1986年2月25日    | 光の子           | CD               | 32XM-13          |
| 3rd              | 1987年1月28日    | PSYCHO-DELICIOUS | LP               | MOON-28038       |
| 3rd              | 1987年1月28日    | PSYCHO-DELICIOUS | CD               | 32XM-32          |
| 4th              | 1987年10月28日   | CYBER            | LP               | MOON-35001/2     |
| 4th              | 1987年10月28日   | CYBER            | CD               | 35XM-59          |
| 5th              | 1989年2月25日    | RED & BLUE       | LP               | MOON-28064       |
| 5th              | 1989年2月25日    | RED & BLUE       | CD               | 32XM-84          |

#### ベストアルバム
|                                | 発売日        | タイトル                   | 規格         | 規格品番     |
| EPIC・ソニー                   | EPIC・ソニー  | EPIC・ソニー               | EPIC・ソニー | EPIC・ソニー |
| ------------------------------ | ------------- | -------------------------- | ------------ | ------------ |
| 1st                            | 1987年7月22日 | DAYDREAM TRACKS            | LP           | 20・3H-293   |
| 1st                            | 1987年7月22日 | DAYDREAM TRACKS            | CD           | 28・8H-127   |
| east west japan                |               |                            |              |              |
| 2nd                            | 2002年3月27日 | PINK THE BEST              | CD           | AMCM-10010   |
| ワーナーミュージック・ジャパン |               |                            |              |              |
| 3rd                            | 2011年9月7日  | ゴールデン☆ベスト ULTIMATE | CD           | WPCL-10987   |

#### リミックスアルバム
|                  | 発売日           | タイトル         | 規格             | 規格品番         |
| アルファ・ムーン | アルファ・ムーン | アルファ・ムーン | アルファ・ムーン | アルファ・ムーン |
| ---------------- | ---------------- | ---------------- | ---------------- | ---------------- |
| 1st              | 1988年11月28日   | FINAL MIX        | CD               | 32XM-80          |

#### BOXセット
|                                | 発売日                         | タイトル                       | 規格                           | 規格品番                       | 備考 |
| ワーナーミュージック・ジャパン | ワーナーミュージック・ジャパン | ワーナーミュージック・ジャパン | ワーナーミュージック・ジャパン | ワーナーミュージック・ジャパン | ワーナーミュージック・ジャパン                                                                                  |
| ------------------------------ | ------------------------------ | ------------------------------ | ------------------------------ | ------------------------------ | --- |
| 1st                            | 2013年5月22日                  | PINK BOX                       | CD                             | WPCL-11376/82                  | オリジナルアルバム、リミックスアルバム、未発表音源「TRAVELLER」 を収録し、デジタルリマスタリングを施した7枚組。 |

#### プロモーションCD
- PLEASURE（未発売）

### タイアップ
| 曲名              | タイアップ                                        | 収録作品                       |
| ----------------- | ------------------------------------------------- | ------------------------------ |
| 砂の雫            | FUJI CASSETTE 地獄でグッドサウンド イメージソング | シングル「砂の雫」             |
| PRIVATE STORY     | 映画『チ・ン・ピ・ラ』主題歌                      | シングル「PRIVATE STORY」      |
| SOUL FLIGHT       | 音楽番組『SONY MUSIC TV』エンディングテーマ       | アルバム『PINK』               |
| ZEAN ZEAN #0      | 音楽番組『SONY MUSIC TV』オープニングテーマ       | アルバム『DAYDREAM TRACKS』    |
| KEEP YOUR VIEW    | マクセル ビデオカセット CMイメージソング          | シングル「KEEP YOUR VIEW」     |
| MACHINE GUN HEART | 映画『ハワイアン・ドリーム』挿入歌                | シングル「CHRISTMAS ILLUSION」 |

## ライブ
- 1983年
  - ツバキ・ハウス
  - LIVE−INN
  - パルコ・パート3 etc.
- 1985年
  - LIVE at 渋谷LIVE−INN（4月17日・5月17日）
  - 全国GIG ツアー （後楽園ホール、大阪バナナホール 他 7月26日 - 9月7日）
  - LIVE at 早稲田大学 （11月2日）
  - "PINK GIG" IN LAFORET MUSEUM（12月14日 - 12月25日）
- 1986年
  - "RADICAL CHIC CIRCUIT"
    1. 3月29日（土） 東京・中野サンプラザ
    2. 4月8日（火）京都会館第２ホール
    3. 4月10日（木）広島県民文化センター
    4. 4月11日（金）熊本郵便貯金会館
    5. 4月12日（土）福岡・都久志会館
    6. 4月15日（火）名古屋市芸術創造センター
    7. 4月16日（水）金沢・金沢市文化ホール
    8. 4月18日（金）新潟・新潟県民会館小ホール
    9. 4月21日（月）札幌・札幌道新ホール
    10. 4月23日（水）仙台・仙台電力ホール
    11. 5月1日（木）高知県民グリーンホール
    12. 5月3日（土）大阪・厚生年金会館中ホール

  - "ANN CALL" at 日比谷野音に参加。近田春夫と共演。（6月8日）
  - LIVE at 亜細亜大 （6月29日）
  - "The 3rd Summer Exciting" at 後楽園ホール（Opening Act. ちわきまゆみ 7月26日）
  - "POP HILL" at 石川県森林公園に参加 （8月3日）
  - PSYCHO−DELICIOUS ACT-0（LONDON・BUSBY’S 10月7日）
  - イギリスのTV、ラジオのためのGIG（at 渋谷エピキュラス 10月17日）
  - LIVE at 名古屋市立大学 （11月3日）
  - LIVE at 明治大学 （11月4日）
  - PSYCHO-DELICIOUS ACT-I（大阪厚生年金会館ホール 12月18日・渋谷公会堂 12月21日）
- 1987年
  - PSYCHO-DELICIOUS ACT-II（大阪厚生年金会館ホール 他 2月24日 - 4月5日）
  - LIVE at 光ヶ丘IMAホール 2ND SYNDOROME（5月27日）
  - LIVE "PINK STICK" at INK STICK（9月16日）
  - PSYCHO-DELICIOUS ACT-III（大阪厚生年金会館ホール 他 10月30日 - 12月21日）
- 1988年
  - PSYCHO-DELICIOUS ACT THE FINAL（渋谷公会堂 11月5日・大阪MODA　HALL 11月7日 11月8日）
    1. MOONSTRUCK PARTY
    2. DANCE AWAY
    3. ILLUSION
    4. YOUNG GENIUS
    5. ZEAN ZEAN
    6. SOLAR ECLIPSE
    7. SOUL FLIGHT
    8. 人体星月夜 II
    9. SHADOW PARADISE
    10. PRIVATE STORY
    11. CLIMB,BABY CLIMB
    12. 二人の楽園
    13. FOREVER AND EVER
    14. DON'T STOP PASSENGERS
    15. SCANNER
    16. HIKARI−NO−KO
    17. ELECTRIC MESSAGE

    - ENCORE

    1. TOKYO JOY
    2. ヒネモス
    3. 青い羊の夢
    4. 砂の雫
    5. YOUNG GENIUS (大阪のみ？)

## 関連グループ

### PINK結成前のメンバー在籍グループ
- SPACE CIRCUS
- 人種熱 （ビブラトーンズの原型）
- 爆風銃 （爆風スランプの原型）
- ショコラータ
- 東京ブラボー
- 近田春夫&ビブラトーンズ
- HERO
- Gypsy（アレレのレ。後のスターダストレビュー）
- SPAZRO
- おピンク兄弟（PINKの原型）
- ルージュ（逆井オサム在籍）

### PINK凍結後のメンバー在籍グループ
- HALO
- QUADRAPHONICS
- RAEL
- FLESH
- PUGS
- O.N.T.J
- DEMI SEMI QUAVER
- マダムピラニア